# Fonction somme des puissances k-ièmes des diviseurs

Fonction nombre de diviseurs, σ_{0}(n), jusqu'à n = 250

Fonction somme des diviseurs, σ_{1}(n), jusqu'à n = 250.

Fonction somme des carrés des diviseurs, σ_{2}(n), jusqu'à n = 250.

Fonction somme des cubes des diviseurs, σ_{3}(n), jusqu'à n = 250.

En mathématiques, la fonction "somme des puissances k-ièmes des diviseurs", notée {\displaystyle \sigma _{k}}, est la fonction multiplicative qui à tout entier n > 0 associe la somme des  puissances {\displaystyle k}-ièmes des diviseurs positifs de n, où {\displaystyle k} est un nombre complexe quelconque :

## Propriétés
- La fonction {\displaystyle \sigma _{k}} est multiplicative, c'est-à-dire que, pour tous entiers m et n premiers entre eux, {\displaystyle \sigma _{k}(mn)=\sigma _{k}(m)\sigma _{k}(n)}. En effet, {\displaystyle \sigma _{k}} est le produit de convolution de deux fonctions multiplicatives : la fonction puissance {\displaystyle k}-ième et la fonction constante 1.
- Si p est un nombre premier alors  {\displaystyle \sigma _{k}(p^{q})}est une somme partielle de série géométrique :{\displaystyle \forall q\in \mathbb {N} ,\quad \sigma _{k}(p^{q})=1+p^{k}+p^{2k}+\ldots +p^{qk}={\begin{cases}{\frac {p^{(q+1)k}-1}{p^{k}-1}}&{\text{si }}p^{k}\neq 1,\\q+1&{\text{si }}p^{k}=1.\end{cases}}}(La condition pk = 1 équivaut à k ∈ i(2π/logp)ℤ, ce qui est vrai pour tous les p si k est nul et pour au plus un sinon.) En particulier, {\displaystyle \sigma _{k}} n'est pas complètement multiplicative.
- L'utilisation des deux propriétés précédentes permet de déterminer σk(n) connaissant la décomposition en facteurs premiers de n :{\displaystyle {\rm {si}}\quad n=\prod _{i=1}^{r}p_{i}^{q_{i}}\quad {\rm {alors}}\quad \sigma _{k}(n)=\prod _{i=1}^{r}\sum _{j=0}^{q_{i}}p_{i}^{jk}.}
- On peut aussi calculer σk(pq) par les polynômes de Tchebychev : soient Uq le polynôme de Tchebychev de seconde espèce de degré q, et Xq sa renormalisation, définie par Xq(T) = Uq(T/2). Alors[2] :{\displaystyle {\frac {\sigma _{k}(p^{q})}{p^{kq/2}}}=X_{q}\left({\frac {\sigma _{k}(p)}{p^{k/2}}}\right).}

- Par multiplicativité, on déduit du point précédent[2],[1]:{\displaystyle \sigma _{k}(m)\sigma _{k}(n)=\sum _{d\mid (m,n)}d^{k}\sigma _{k}\left({\frac {mn}{d^{2}}}\right)}(où (m, n) désigne le pgcd de m et n) puis, par inversion de Möbius :{\displaystyle \sigma _{k}(mn)=\sum _{d\mid (m,n)}\mu (d)d^{k}\sigma _{k}\left({\frac {m}{d}}\right)\sigma _{k}\left({\frac {n}{d}}\right)}.
- On a l'identité permettant d'évaluer l'ordre moyen de {\displaystyle \sigma _{k}} : {\displaystyle \sum _{i=1}^{n}\sigma _{k}(i)=\sum _{d=1}^{n}\sum _{m=1}^{\left\lfloor {\frac {n}{d}}\right\rfloor }m^{k}\,{\overset {\text{aussi}}{=}}\,\sum _{m=1}^{n}\left\lfloor {\frac {n}{m}}\right\rfloor m^{k}}[1]

- La série de Dirichlet associée à {\displaystyle \sigma _{k}} s'exprime à l'aide de la fonction ζ de Riemann :{\displaystyle \sum _{n=1}^{\infty }{\frac {\sigma _{k}(n)}{n^{s}}}=\zeta (s)\zeta (s-k)}et l'on a la relation :{\displaystyle \sum _{n=1}^{\infty }{\frac {\sigma _{k}(n)\sigma _{l}(n)}{n^{s}}}={\frac {\zeta (s)\zeta (s-k)\zeta (s-l)\zeta (s-k-l)}{\zeta (2s-k-l)}}.}

## Cas oùkest un entier naturel

### Fonction nombre de diviseurs
La fonction {\displaystyle \sigma _{0}} (« nombre de diviseurs »), également notée d, est aussi appelée fonction tau, (de l'allemand Teiler : diviseur) et notée τ. Elle compte le nombre de diviseurs positifs de n :
La suite {\displaystyle (\sigma _{0}(n))} est répertoriée comme suite A000005 de l'OEIS.

### Fonction somme des diviseurs
La fonction sigma {\displaystyle \sigma _{1}} est parfois notée σ. On a
Par exemple, si n = pq pour deux nombres premiers distincts p et q, alors
{\displaystyle \sigma (n)=(p+1)(q+1)=n+1+(p+q){\text{ et }}\varphi (n)=(p-1)(q-1)=n+1-(p+q)}
où φ est l'indicatrice d'Euler.
La somme des diviseurs stricts de n est 
{\displaystyle s(n)=\sum _{d|n,d\neq n}d=\sigma (n)-n.}
L'entier n est dit parfait si s(n) = n, déficient si s(n) < n et abondant si s(n) > n.
La suite {\displaystyle (\sigma _{1}(n))} est répertoriée comme suite A000203 de l'OEIS.

### Autres valeurs dek
La suite {\displaystyle (\sigma _{2}(n))} est répertoriée comme suite A001157 de l'OEIS.
La suite {\displaystyle (\sigma _{3}(n))} est répertoriée comme suite A001158 de l'OEIS.